# Пікнопор кіноварно-червоний
Пікнопор кіноварно-червоний (Pycnoporus cinnabarinus) — вид грибів роду пікнопор (Pycnoporus). Гриб класифіковано у 1881 році.

## Будова
Плодові тіла однолітні, напівкруглі, розміром 5-8 см. Поверхня шапок слабо зональна, опушена, кіноварно-помаранчева. Поверхня гіменофора шафранно-червона, пори округлі. Спори подовжено-еліпсоїдальні 2-2,5 мкм.

## Життєвий цикл
Плодові тіла з'являються у квітні — вересні.

## Поширення та середовище існування
Зростає в листяних і змішаних лісах на мертвій деревині — стовбурах, пнях, гілках листяних порід, частіше на березі, тополі, горобині, в добре освітлюваних місцях, на вирубках або місцях лісових пожеж. Зазвичай зустрічається невеликими групами або поодинокими екземплярами.
В Україні — рідкісний вид. Зустрічається на Правобережному Поліссі, в Правобережному Лісостепу, в Розтоцько-Опільських лісах, в Карпатах.

## Практичне використання
Декоративний і лікарський вид.

## Природоохоронний статус
Включений до Червоної книги Білорусі 2-го видання (1993).